# Pinczési Judit

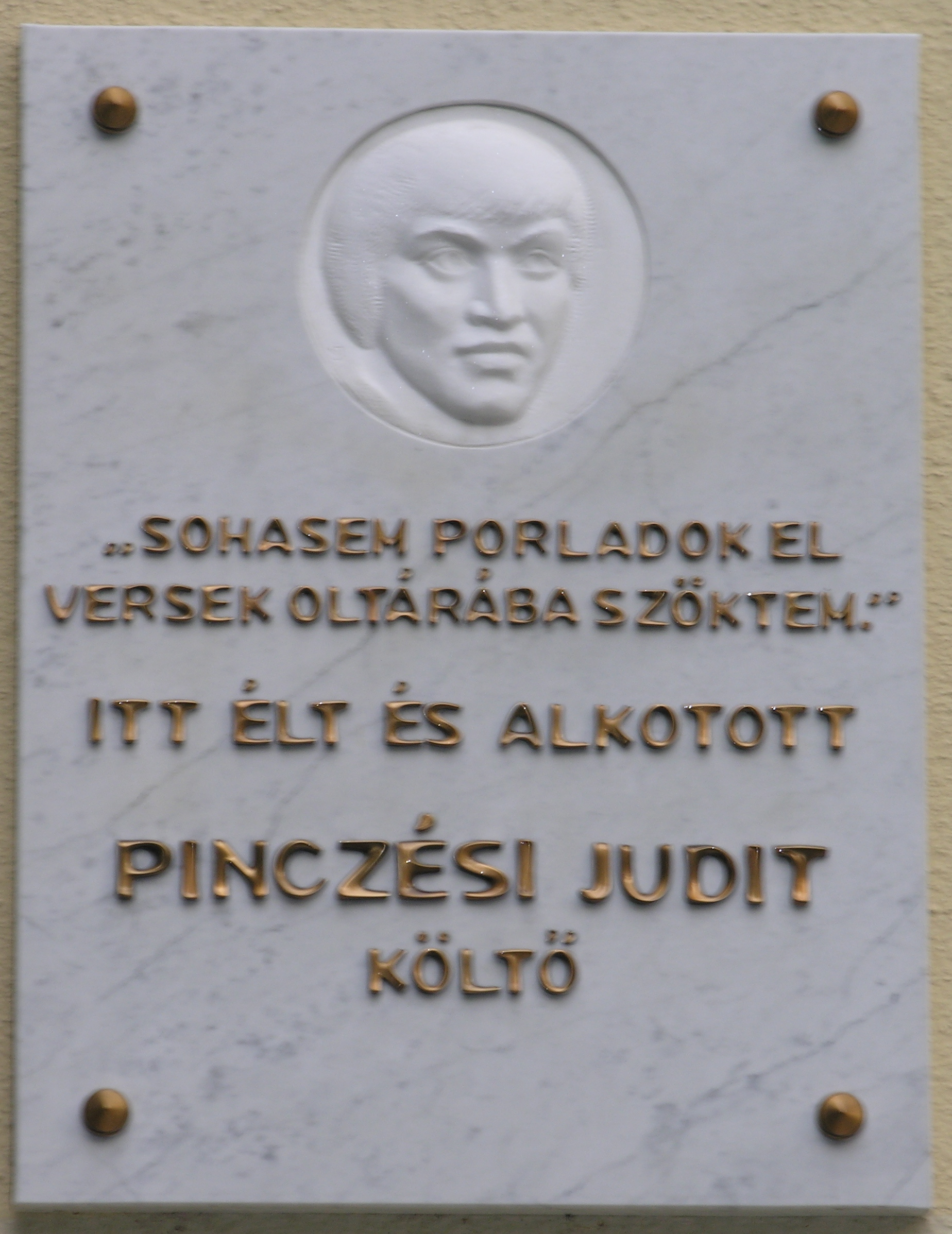
Pinczési Judit domborműves emléktáblája (Budapest, II., Nagyajtai utca 1/b)

Pinczési Judit (Debrecen, 1947. október 1. – Budapest, 1982. augusztus 12.) költő.

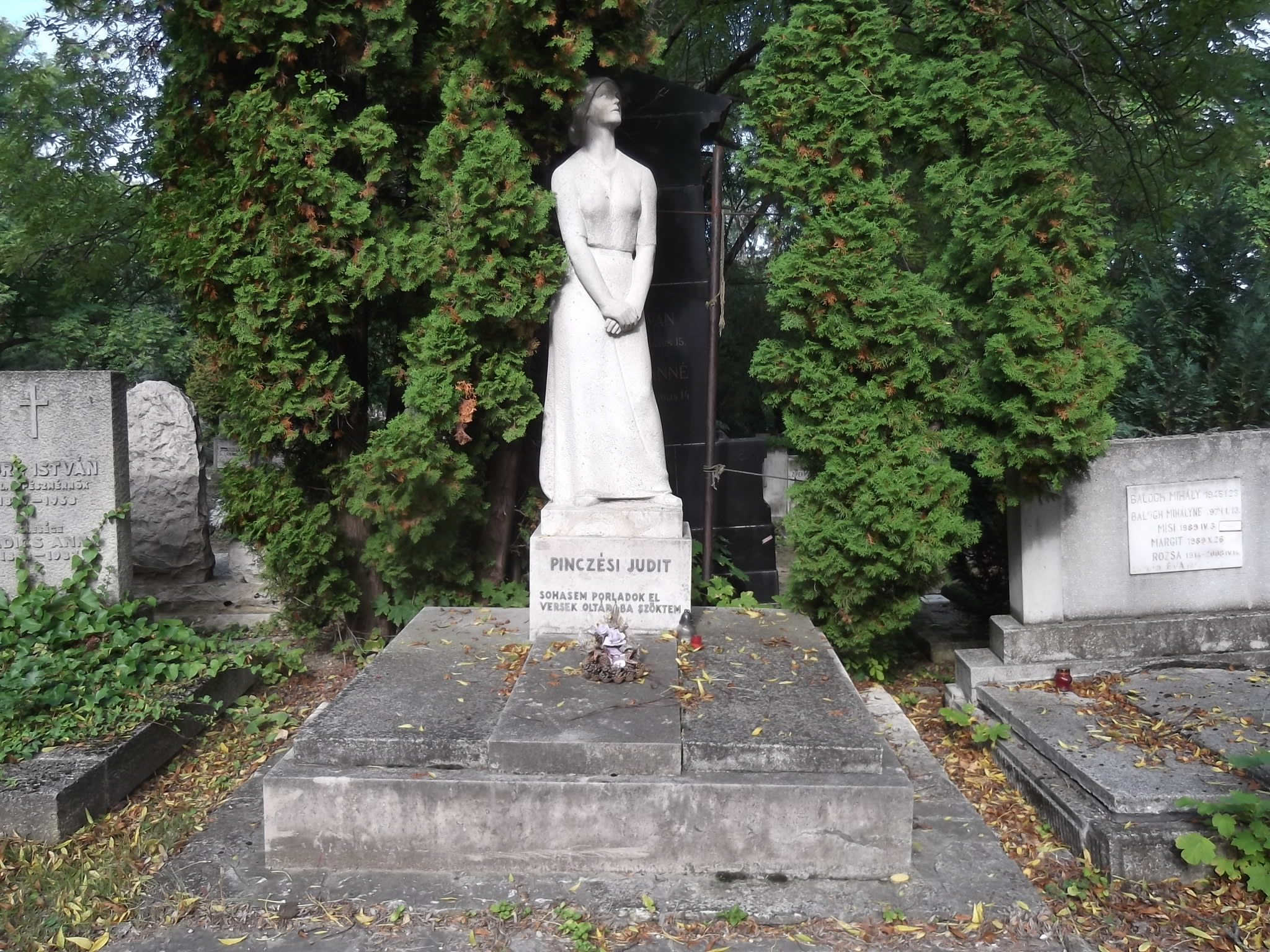
Pinczési Judit sírja a Farkasréti Temetőben. Nemzeti Örökség Intézete. Nemzeti sírhelyek. Pinczési Judit. Parcella, Szakasz, Sor, Sír: 8/1/A, N/A, 1, 77/78. Védett: 2002.

## Élete
1950-ben szüleivel a II. kerületi Pasarétre költöztek. Budapesten érettségizett. Az ELTE olasz szakán szerzett diplomát 1975-ben. A hetvenes években indult költőgeneráció ragyogó tehetségű tagja, aki fiatalon robbant be az irodalmi életbe. Pályáján olyan kiváló és híres idősebb pályatársak segítették, mint Szabó Magda, Devecseri Gábor, Kálnoky László, Vas István, valamint az atyai jóbarátként tisztelt Kormos István, aki első, Szelidített tenger című verseskötetét szerkesztette, ami a Kozmos Könyvek gondozásában jelent meg 1977-ben.  
A költőtársak, a szerkesztőségek és a kiadók hamar befogadták. Egyre-másra jelentek meg versei, kezdetben csak néhány irodalmi lapban, később már majdnem mindenütt. A hetvenes évek végére nevét országosan is megismerték. 
Második verseskötete 1980-ban jelent meg Kehely címmel a Magvető Könyvkiadó gondozásában, ugyanebben az évben Benedek király címmel a Móra Ferenc Ifjúsági Könyvkiadó adta ki gyermekverseit. Harmadik verseskötete Lombja van a csöndnek címmel a Magvető Könyvkiadó gondozásában jelent meg 1982-ben. A Magyar Rádió külső munkatársaként dolgozott haláláig. 
1982. augusztus 12-én hunyt el Budapesten. Bár pályafutását fiatalon kettétörte a halál, fiatalságát meghazudtolóan teljes, érett költői életművet hagyott az utókorra. Pinczési Juditot leginkább a csönd költőjeként jellemezték pályatársai. Válogatott és hátrahagyott verseit Láng volt az élet címmel a Magvető Könyvkiadó adta ki a halála után két évvel, 1984-ben, ugyanebben az évben Köcsög Tóbiás című gyermekverskötete is megjelent szintén a Magvető Könyvkiadónál. Emlékműsorát a Magyar Rádió és a TIT budapesti szervezete 1987. november 23-án a Kossuth Klubban rendezte meg.

## Művei

### Verseskötetek
- Szelidített tenger (versek, Kozmosz Könyvek, Budapest, 1977)
- Kehely (versek, Magvető Könyvkiadó, Budapest, 1980)
- Lombja van a csöndnek (versek, Magvető Könyvkiadó, Budapest, 1982)
- Láng volt az élet (válogatott és hátrahagyott versek, Budapest, 1984)
- Láng volt az élet. Pinczési Judit válogatott és hátrahagyott versei; vál., szerk., utószó Parancs János; 2. bőv. kiad.; Magvető, Bp., 1986
- Életelfogyásig. Válogatott versek; vál. Csizmadia Éva; Kornétás, Bp., 2016
- Szívvel, marokkal. Évelő rózsákat képzeltem a hóra. Válogatott versek; vál. Csizmadia Éva; Kornétás, Bp., 2016
- Zizegve szól a szél. Válogatott versek; Kornétás, Bp., 2017

### Gyermekversek
- Benedek király (gyermekversek, Móra Ferenc Ifjúsági Könyvkiadó, Budapest, 1980)
- Köcsög Tóbiás (gyermekversek, Magvető Könyvkiadó, Budapest, 1984)
- Kócgerzson (gyermekversek, Belvárosi Könyvkiadó, Budapest, 1998)
- A világnak ablakában (válogatott gyermekversek, Kornétás Kiadó, Budapest, 2006)

### Egyéb
- Versek oltárába szöktem (korai, hátrahagyott és válogatott versek, interjúk, cikkek, visszaemlékezések, Kornétás Kiadó, Budapest, 2007)
- Az üzenet fényjelei (korai és egyéb írások, Kornétás Kiadó, Budapest, 2011)

## Szakirodalom
- Nagy Gáspár: Aki versek oltárába szökött, Búcsú Pinczési Judittól, Új Forrás, 1982/6
- Máriássy Judit: P. J., Élet és Irodalom, 1982/36
- Tűz Tamás: Láng volt az élet. Pinczési Judit posztumusz könyve. Krónika 1984. november
- Szabó Magda: Versek oltárába rejtőzve, Élet és Irodalom, 1985/25
- Tűz Tamás: Többet nem ígértem. Pinczési Judit. Krónika 1985. október
- Csizmadia Éva: A tiszavirág dala – Pinczési Judit élete, Kornétás Kiadó, Budapest, 2005
- Csizmadia Éva: Justitia vesztegzár alatt; Kornétás, Bp., 2007
- Varga Judit, G. Kabay Tilda, Polányi Éva, Vargáné Fehér Zsuzsanna: Nem porladok – Pinczési Judit költészete, Kornétás Kiadó, Budapest, 2011
- Csizmadia Éva: Az utolsó hang jogán; Kornétás, Bp., 2016